# Хендрикс, Холли
Холли Хендрикс (англ. Holly Hendrix; род. 20 апреля 1997 года в Лафейетте, Индиана, США) — американская порноактриса. Лауреат премии AVN Awards в категории «Лучшая новая старлетка» (2017).

## Ранняя жизнь
Выросла в Саванне, штат Джорджия, в семье, состоящей из отчима, матери и двух братьев (младшего и старшего). Родной отец родом из Гайаны, а мать — американка с юга. После раннего окончания средней школы перешла в колледж на начальные два года. В подростковом возрасте участвовала в фотосессиях. В возрасте 14 лет потеряла девственность со своим парнем. В 17 лет переехала во Флориду, где начала работать моделью, и где впервые снялась в фотосессии в стиле ню. Там же она встречает своего агента.

## Карьера

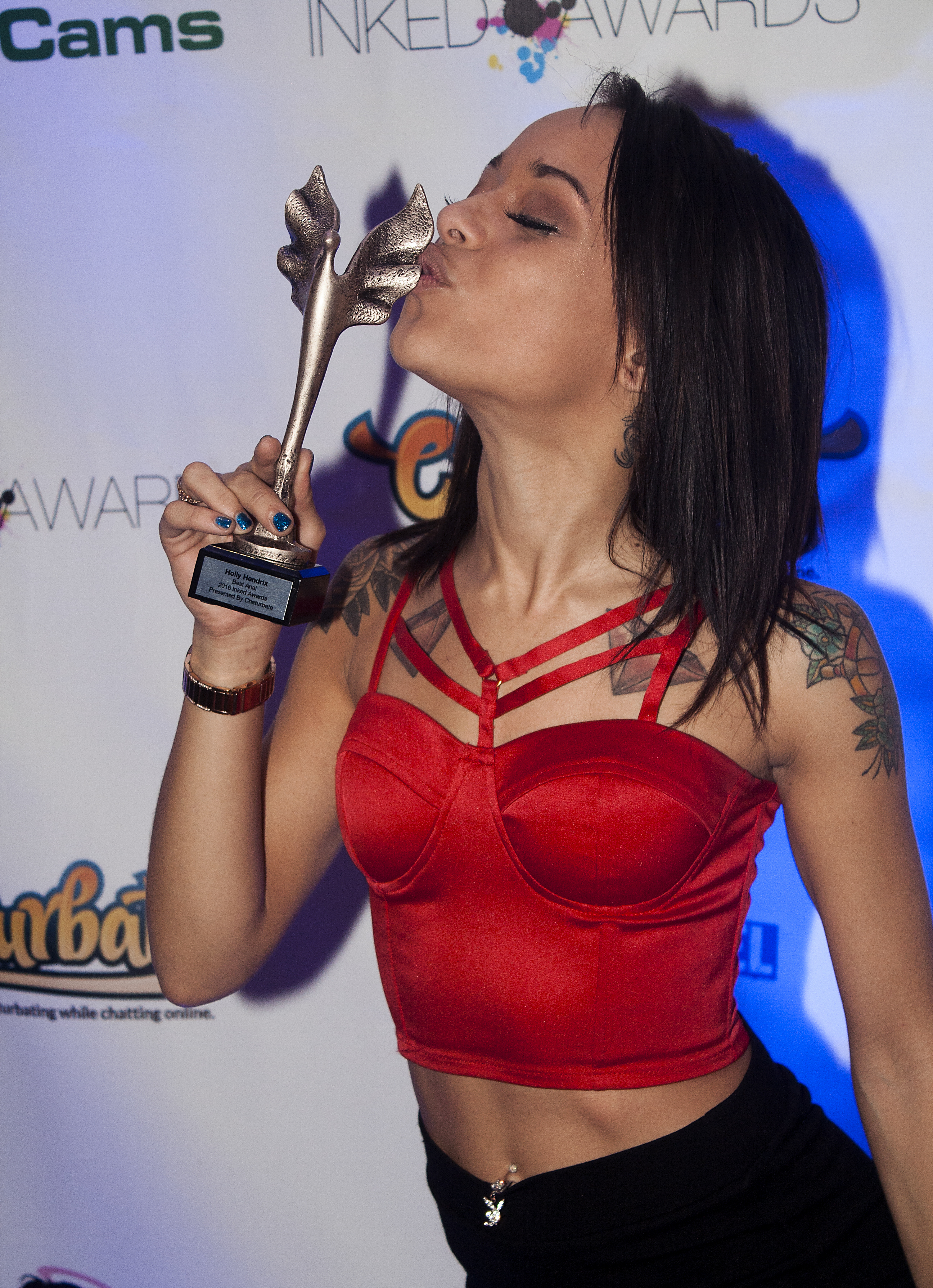

В мае 2015 года в возрасте 18 лет решает попробовать себя в порноиндустрии. Первая жёсткая сцена и БДСМ была для Brutal Castings. В видео Spinner’s Bubble Butt Gets Banged студии Mofos впервые снялась в сцене анального секса, а в июне 2016 года в 1st DP For Holly студии Hard X впервые снялась в сцене двойного проникновения.
В фильме Holly Hendrix’s Anal Experience студии Джонни Даркко впервые исполнила двойной анальный секс, а также блоу-бенг (смесь орального секса и гэнг-бэнга).
Работает с такими студиями как: Bang Bros, Mofos и Reality Kings. Также снимается для Brazzers, Evil Angel, Elegant Angel и Kick Ass. В основном практикует жёсткие сцены (анальный и групповой секс, двойное проникновение, БДСМ), но также снимается в сценах лесбийского секса.
21 января 2017 года была объявлена победительницей AVN Awards в категориях «Лучшая новая старлетка» и «Наиболее эпатажная сцена» (вместе с Адрианой Чечик и Маркусом Дюпри). Также лауреат двух премий XRCO Award в категории «Супершлюха года» (2017, 2018).
Вторую часть своего псевдонима взяла в честь Джими Хендрикса, поклонницей которого является.
По данным сайта IAFD, снялась в 200 порнофильмах.

## Награды и номинации

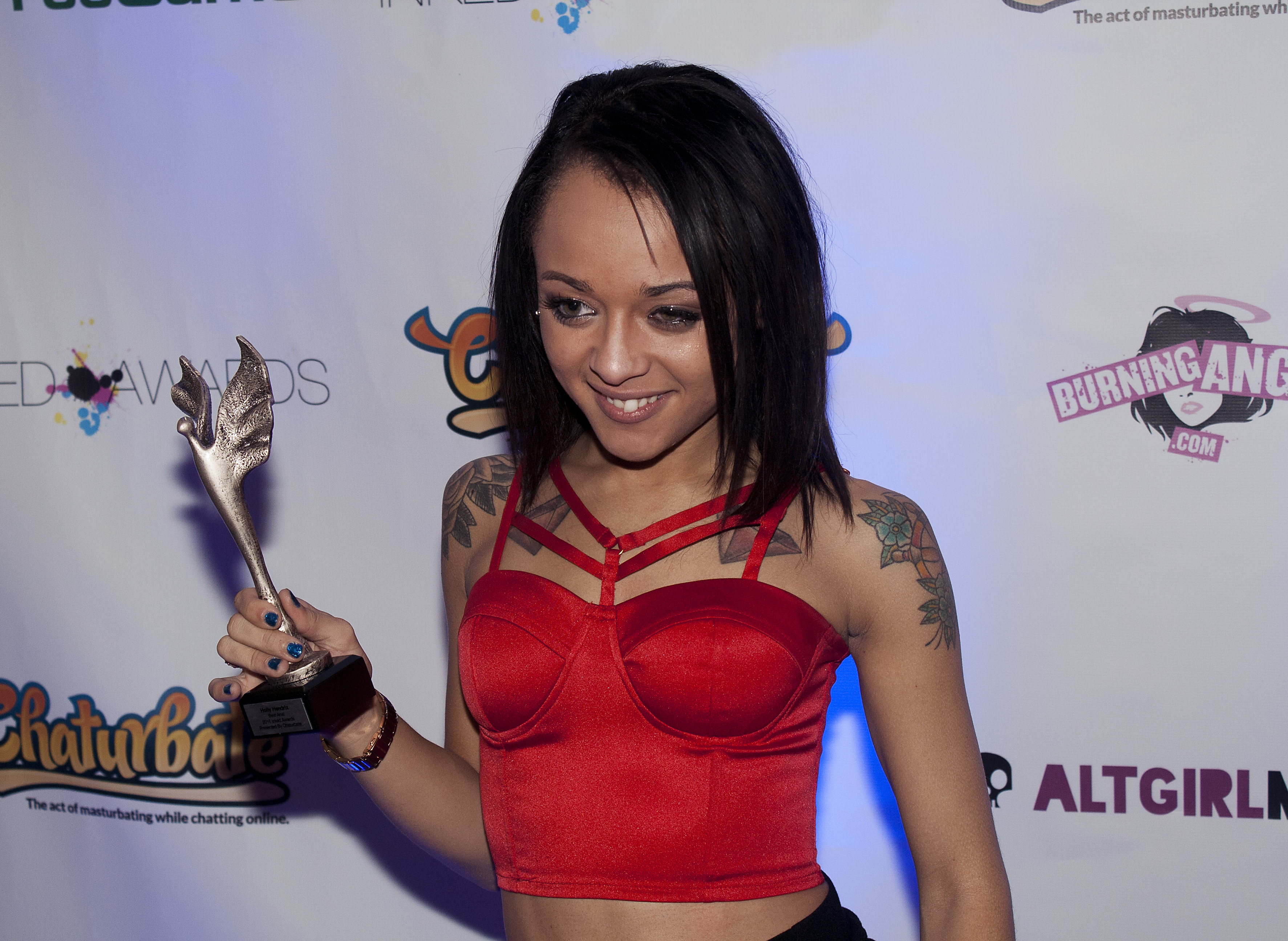
Холли Хендрикс на Inked Awards в 2016 году

| Год  | Награда         | Результат | Категория | Фильм                           |
| ---- | --------------- | --------- | --- | ------------------------------- |
| 2016 | Inked Award     | Номинация | Лучшая задница | н/д                             |
| 2016 | Inked Award     | Победа    | Лучший анал | н/д                             |
| 2016 | Inked Award     | Номинация | Лучший орал | н/д                             |
| 2017 | AVN Award       | Номинация | Лучшая лесбийская групповая сцена (вместе с Аней Олсен и Пайпер Перри)                                                        | Violation of Piper Perri        |
| 2017 | AVN Award       | Победа    | Лучшая новая старлетка | н/д                             |
| 2017 | AVN Award       | Номинация | Лучшая сцена двойного проникновения (вместе с Крисом Строуксом и Маркусом Дюпри)                                              | Oil Overload 15                 |
| 2017 | AVN Award       | Победа    | Наиболее эпатажная сцена (вместе с Адрианой Чечик и Маркусом Дюпри)                                                           | Holly Hendrix’s Anal Experience |
| 2017 | DVDerotik Award | Номинация | Лучшая новая старлетка | н/д                             |
| 2017 | Inked Award     | Номинация | Групповая сцена года (вместе с Адрианой Чечик, Дейзи Дукати, Зои Монро, Клейо Валентьен, Кэт Диор, Луной Стар и Марикой Хейз) | Squirt Gangbang 5               |
| 2017 | Inked Award     | Победа    | Лесбийская сцена года (вместе с Габриэллой Палтровой)                                                                         | Fetish Fantatic 21              |
| 2017 | Inked Award     | Номинация | Лесбийская сцена года (вместе с Кристиной Роуз)                                                                               | Women Seeking Women 137         |
| 2017 | Inked Award     | Победа    | Лучший анал | н/д                             |
| 2017 | Inked Award     | Номинация | Лучший орал | н/д                             |
| 2017 | Inked Award     | Победа    | Совершенная киска | н/д                             |
| 2017 | Inked Award     | Победа    | Старлетка года | н/д                             |
| 2017 | Urban X Award   | Номинация | Лучшая исполнительница | н/д                             |
| 2017 | XBIZ Award      | Номинация | Лучшая новая старлетка | н/д                             |
| 2017 | XRCO Award      | Номинация | Новая старлетка года | н/д                             |
| 2017 | XRCO Award      | Номинация | Оргазмическая аналистка года                                                                                                  | н/д                             |
| 2017 | XRCO Award      | Победа    | Супершлюха года | н/д                             |
| 2018 | AltPorn Award   | Номинация | Лучшая готическая сцена (вместе со Смоллом Хэндсом)                                                                           | A Very Adult Wednesday Addams 2 |
| 2018 | AltPorn Award   | Номинация | Лучшая исполнительница года                                                                                                   | н/д                             |
| 2018 | AVN Award       | Номинация | Исполнительница года | н/д                             |
| 2018 | AVN Award       | Номинация | Лучшая сцена двойного проникновения (вместе с Мануэлем Феррарой и Стивом Холмсом)                                             | Manuel DPs Them All 5           |
| 2018 | Inked Award     | Номинация | Лучшая задница | н/д                             |
| 2018 | Inked Award     | Победа    | Лучший анал | н/д                             |
| 2018 | Inked Award     | Номинация | Сцена года (вместе со Смоллом Хэндсом)                                                                                        | All Access POV                  |
| 2018 | XBIZ Award      | Номинация | Лучшая сцена секса — виртуальная реальность (вместе с Пайпер Перри и ShreddZ)                                                 | An Action Is a Go!              |
| 2018 | XBIZ Award      | Номинация | Лучшая сцена секса — только секс (вместе с Майклом Вегасом)                                                                   | Ass vs. Pussy 4                 |
| 2018 | XRCO Award      | Победа    | Супершлюха года | н/д                             |
| 2019 | AltPorn Award   | Номинация | Лучшая исполнительница года                                                                                                   | н/д                             |
| 2019 | AVN Award       | Номинация | Лучшая анальная сцена (вместе с Джесси Джонсом)                                                                               | Trashy Love Story               |
| 2019 | AVN Award       | Номинация | Лучшая лесбийская сцена (вместе с Эвелин Клэр)                                                                                | Trashy Love Story               |
| 2019 | AVN Award       | Номинация | Лучшая сцена группового секса (вместе с Маркусом Дюпри, Миком Блу, Стивом Холмсом и Тони Рибасом)                             | Gangbanged 9                    |
| 2019 | Fleshbot Award  | Номинация | Лучшая задница | н/д                             |
| 2019 | Fleshbot Award  | Номинация | Лучшая сцена группового секса                                                                                                 | Gangbanged 9                    |
| 2019 | Inked Award     | Победа    | Лучший анал | н/д                             |
| 2019 | Urban X Award   | Номинация | Порнозвезда года | н/д                             |
| 2019 | Urban X Award   | Номинация | Самая горячая татуированная звезда                                                                                            | н/д                             |
| 2020 | AVN Award       | Номинация | Лучшая сцена двойного проникновения (вместе с Биллом Бейли и Томми Пистолом)                                                  | Double Duty Booty               |
| 2020 | Fleshbot Award  | Номинация | Лучшая задница | н/д                             |
| 2021 | Inked Award     | Номинация | Лучший анал | н/д                             |
| 2022 | AltPorn Award   | Номинация | Лучшая исполнительница года                                                                                                   | н/д                             |